# Coenosia exilis
Coenosia exilis är en tvåvingeart som beskrevs av Adrian C. Pont 1969. Coenosia exilis ingår i släktet Coenosia och familjen husflugor. Inga underarter finns listade i Catalogue of Life.